# Matteo Tafuri
Matteo Tafuri (Soleto, 8 agosto 1492 – Soleto, 18 novembre 1584) è stato un filosofo e medico italiano.
Fu un versatile e bizzarro ingegno, che dopo studi universitari a Napoli, Parigi, Salamanca si ritirò nella sua natia Soleto (nel Salento) dove aveva un cenacolo di allievi filosofi del platonismo esoterico.

## Biografia
Il "Socrate di Soleto", illustre rappresentante del Rinascimento, fu una personalità eclettica ed un affascinante intellettuale dei suoi tempi, amante della conoscenza e studioso e di molteplici campi del sapere: alchimia, filosofia, astronomia, astrologia, medicina, fisiognomica, magia naturale. Al centro dei suoi interessi vi era l'interesse e lo studio dei fenomeni della Natura, l'Anima del Mondo, il miracolo e le meraviglie del Creato e l'unicità irripetibile di ogni Essere Umano.
Considerato alla stregua di un "Nostradamus salentino" fu onorato e temuto per le sue capacità divinatorie e fisiognomiche tanto da attribuirgli poteri occulti e demonologici.
Un suo ritratto col rosso copricapo della Sorbona si trova nel dipinto del 1580 (ad opera del galatinese Lavinio Zappa) della Madonna del Rosario nella navata sinistra della Chiesa Matrice di Soleto. Fu sepolto dapprima nella chiesetta di "S.Lorenzo (delli Tafuri)" adiacente alla sua abitazione e poi, dopo la demolizione della cappella nel 1672, nel Monastero di San Nicola in una cassa di legno con lo stemma della famiglia.
Sull'architrave della sua casa natale è inciso il motto:

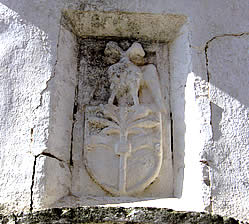
Lo stemma della famiglia Tafuri nella casa natale di Soleto

Con quest'iscrizione Matteo Tafuri esprimeva e manifestava ai cittadini e a chiunque passasse dalla sua dimora la sua mite natura caratteriale, mortificata dalle ingiurie e maldicenze in conseguenza delle quali poteva trasformarsi, ironicamente, attraverso alchimia e magia, in un dragone.
Nella Soleto del Cinquecento era diffusa la consuetudine di incidere sugli architravi delle finestre, sui cornicioni dei balconi o all'interno di uno stemma, delle epigrafi con la finalità di motto. Un proverbio, una citazione, un passo letterario, filosofico, o religioso, e un pensiero personale descrivevano la personalità e le attitudini del padrone di casa o invitavano il passante a riflettere su un tema o un monito saggio e profondo.
Lo stemma della famiglia, presente sulla porta della casa natia, è costituito da un albero di quercia con due fulmini che si scagliano contro ma non lo colpiscono. Un'aquila bicipite scolpita sopra fa pensare ad un'origine albanese della famiglia già presente a Soleto nel XIV sec. Infatti molte famiglie albanesi e greche di confessione cristiano-ortodossa e cattolica dal XIII al XVI secolo furono costrette a fuggire ed alcune emigrarono nel Salento a causa dell'avanzata dei Turchi mussulmani che occupavano i loro territori.
"Del salentin suol gloria ed onore" lo definisce il De Tommasi. E davvero egli fu, tra i molti filosofi, scienziati ed eruditi che fiorirono in Puglia tra la metà del XV secolo e l'inizio del XVII, il più universalmente noto.
Partito da Soleto per Napoli poco più che ventenne, per approfondirsi nella matematica e nella medicina dopo la preparazione umanistica ricevuta a Zollino da Sergio Stiso, vi tornò avanti negli anni, famoso in tutto il mondo e pieno di gloria.
Desideroso solo di pace fisica e mentale, aprì una pubblica scuola di greco, latino, matematica, fisica e medicina.
Tra i suoi allievi:
- Giovan Tommaso Cavazza - alchimista - Galatina (1540-1611)
- Giovan Paolo Vernaleone - matematico - Galatina (1527-1602)
- Francesco Scarpa - filosofo - Soleto (XVI sec)
- Quinto Mario Corrado - filosofo umanista - Oria (1508-1575)[5]

"Assiduo verso gli infermi", esercitò con zelo e successo la professione di medico ma mentre era "di modello coi suoi scritti, di ammirazione e rispetto coi suoi consulti" fu dalla ignoranza popolana ritenuto un "Mago" perché cultore di scienze inusitate quali l'Astronomia e l'Astrologia.
Tornando da Padova, Parigi e Salamanca, cioè dai più grandi centri culturali del tempo, sollevò certo le gelosie interessate di coloro che non sapevano rassegnarsi al suo prestigio professionale. A ciò si aggiunse il vigile sospetto della Curia Arcivescovile messa sull'avviso dal Concilio di Trento.
Egli che portò per tutto il mondo l'amore per il suolo natio col nome di Matteo da Soleto, proprio in patria ebbe a difendersi da accuse di stregoneria come spesso avviene a chi, uomo di scienza, si rende filantropo.
Fu più volte interrogato per le sue capacità di previsione del futuro (divinatorie) ma fu sempre rilasciato innocente.
Il Codice Vaticano 2264, è testimonianza - pressoché l'unica superstite - dell'impegno speculativo di Matteo Tafuri.
Da questo capostipite molti furono i Tafuri medici o giureconsulti che da Soleto trasferirono poi la loro residenza a Gallipoli - Nardò e Lecce - Galatone.Così troviamo nel "Liber baptesimorum" dell'Archivio Parrocchiale di Soleto un Clericus Phisicus Honofrius Taphurus filius eccellentissimi Doctori Francisci che nel 1670 è padrino al battesimo di Diego Carrozzini.
Il pronipote di Onofrio, Vincenzo Maria fu sindaco di Gallipoli nel 1789 mentre il fratello di Onofrio, dottore in giurisprudenza, visse presso la corte di Napoli dove morì nel 1699. Svariati giureconsulti, medici e sindaci a Lecce e Galatone. Ricordiamo, non per ultimo, fra Diego da Lequile (al secolo Diego Tafuri 1604-1673).